# TuS Issel
Der TuS Issel 1952 e. V. ist ein Sportverein aus dem Schweicher Stadtteil Issel im Landkreis Trier-Saarburg, Rheinland-Pfalz. Überregional bekannt ist er durch seine Frauen-Fußballmannschaft, die der Regionalliga Südwest angehört. Die Frauenfußballabteilung des Klubs besteht seit 1991.

## Geschichte
Die erste Fußball-Herrenmannschaft bestritt in der untersten Kreisklasse ihr erstes Spiel am 1. September 1952 mit einem 3:2-Sieg. In der Saison 1954/55 erreichte der Verein in der Meisterschaftsrunde den 3. Platz. Im April 1964 gewann er die Meisterschaft. Im Jahr 1978 wurde in Eigenarbeit eine Flutlichtanlage gebaut. Im gleichen Jahr fand die Gründung einer Frauen- und einer Mädchengymnastikgruppe statt. 1985 stieg die Fußball-Herrenmannschaft in die B-Klasse auf. Im Sommer desselben Jahres wurde eine neue Sportanlage mit Umkleidekabinen eingeweiht, was ebenfalls in Eigenleistung errichtet wurde. Im Jahr 1991 wurde der Frauenfußball begründet. Die Herrenmannschaft bildet seit Anfang der 2000er Jahre eine Spielgemeinschaft mit dem TuS Kenn und tritt seither im Spielbetrieb als SG Issel/Kenn an. Bis zum Aufstieg am Saisonende 2009/10 gehörte die Mannschaft in dieser Zeit kontinuierlich der C-Kreisliga an. Die Frauenfußballabteilung war dagegen in jenem Jahrzehnt deutlich erfolgreicher. Ihr gelang 2004 der Aufstieg in die Regionalliga Südwest und somit in die Drittklassigkeit.
2008 wechselten sowohl die Mannschaften aus der Herrenabteilung, als auch die Mannschaften der Damenabteilungen ihre Heimstätte. Seither tragen sie ihre Heimspiele im neu angelegten Stadion am Schwimmbad aus. Das Stadion besitzt eine Laufbahn und bietet Platz für 2.500 Zuschauer. 2010 stieg die 1. Herrenmannschaft, die als SG Issel / Kenn in der C-Liga Mosel / Hochwald antrat, unter Trainer Helmut Freischmidt in die B-Liga auf. Die 2. Herrenmannschaft sicherte sich die Meisterschaft in der D-Liga Trier / Eifel und stieg in die C-Liga auf. Die 1. Herrenmannschaft spielte in der Saison 2016/17 als Spielgemeinschaft unter der Bezeichnung SG Issel/Kenn in der Kreisliga C Mosel/Hochwald. Zur Saison 2017/18 wurde die Spielgemeinschaft durch den TuS Kenn aufgelöst. Seither spielen die beiden Mannschaften wieder separat. Hierbei tritt die 1. Mannschaft in der Kreisliga C Mosel/Hochwald und die 2. Mannschaft in der Kreisliga D Trier/Eifel an.
In der Saison 2017/18 wurden die Frauen des TuS Issel Meister der Regionalliga Südwest. Aus finanziellen Gründen verzichtete der Verein auf die Qualifikationsrunde zur eingleisigen 2. Bundesliga.

## Ehemalige
Aus den Jugendmannschaften des Vereins gingen unter anderem die Nationalspielerin Josephine Henning sowie die Spielerinnen Tina Gadziała, Antonia Hornberg und Karoline Kohr hervor oder spielten für die Erste Mannschaft ohne Jugendmannschaftsbezug, wie Lisa Umbach. In der Herrenabteilung wirkten bereits die ehemaligen Profis Dieter Lüders und Harald Kohr in Spielertrainer- bzw. Trainerfunktion. Dessen Sohn, der Fußballprofi Dominik Kohr, spielte in der Jugend für den Verein.